# Léo Bolgado
Léo Bolgado, all'anagrafe Leonardo da Costa Bolgado (Cuiabá, 20 agosto 1998), è un calciatore brasiliano, difensore del CFR Cluj.

## Carriera
Cresciuto nel settore giovanile del Coimbra, nel 2019 viene prestato per una stagione all'Académica, che lo aggrega alla propria formazione Under-23. Il 10 ottobre 2020 si trasferisce all'Alverca con la formula del prestito. Il 1º luglio 2021 viene girato in prestito al Leixões. Il 7 luglio 2022 passa a titolo temporaneo al Casa Pia. Il 29 agosto seguente ha esordito in Primeira Liga, disputando l'incontro vinto per 0-1 contro il Vitória Guimarães. Il 18 settembre successivo ha realizzato la sua prima rete nella massima divisione portoghese, siglando la rete del definitivo 1-0 contro il Famalicão.

## Statistiche

### Presenze e reti nei club
Statistiche aggiornate al 3 ottobre 2022.
| Stagione        | Squadra         | Campionato      | Campionato | Campionato | Coppe nazionali | Coppe nazionali | Coppe nazionali | Coppe continentali | Coppe continentali | Coppe continentali | Altre coppe | Altre coppe | Altre coppe | Totale | Totale |
| Stagione        | Squadra         | Comp            | Pres       | Reti       | Comp            | Pres            | Reti            | Comp               | Pres               | Reti               | Comp        | Pres        | Reti        | Pres   | Reti   |
| --------------- | --------------- | --------------- | ---------- | ---------- | --------------- | --------------- | --------------- | ------------------ | ------------------ | ------------------ | ----------- | ----------- | ----------- | ------ | ------ |
| 2020-2021       | Alverca         | CdP             | 21         | 2          | CP              | 1               | 0               |                    | -                  | -                  |             | -           | -           | 22     | 2      |
| 2021-2022       | Leixões         | LdH             | 32         | 4          | CP+CdL          | 3+0             | 1+0             |                    | -                  | -                  |             | -           | -           | 35     | 5      |
| 2022-2023       | Casa Pia        | PL              | 4          | 1          | CP+CdL          | 0               | 0               |                    | -                  | -                  |             | -           | -           | 4      | 1      |
| Totale carriera | Totale carriera | Totale carriera | 57         | 7          |                 | 4               | 1               |                    | -                  | -                  |             | -           | -           | 61     | 8      |

## Palmarès

### Club

#### Competizioni nazionali
- Coppa di Romania: 1

CFR Cluj: 2024-2025